# Trachysiphonella
Trachysiphonella là một chi ruồi trong họ Chloropidae.